# День геолога
День геолога — профессиональный праздник специалистов, связанных с геологическими науками и специальностями. Праздновался ежегодно в первое воскресенье апреля c 1966 года в СССР, и продолжает отмечаться в некоторых странах бывшего СССР.

## История
Праздник учреждён Указом Президиума Верховного Совета СССР от 31 марта 1966 года в ознаменование заслуг советских геологов в создании минерально-сырьевой базы страны. Праздник приходится на первое воскресенье апреля, что связано с началом подготовки к летним работам и сборами в экспедиции.
Инициаторами обращения о создании праздника выступили советские геологи во главе с академиком А. Л. Яншиным. Поводом для праздника стало открытие в 1966 году первых месторождений Западно-Сибирской нефтегазоносной провинции.
Профессиональный праздник закреплён Указами:
- Президиума ВС СССР от 31 марта 1966 года[3]
- Президиума ВC СССР № 3018-Х от 1 октября 1980 года «О праздничных и памятных днях»
- Президиума ВC СССР № 9724-XI от 1 ноября 1988 года «О внесении изменений в законодательство СССР о праздничных и памятных днях»
- Президента РФ от 31 июля 2013 года № 659 «О порядке установления в Российской Федерации памятных дней и профессиональных праздников»

В 2016 году отмечалось 50-летие празднования Дня геолога.

## Праздничные мероприятия
Время проведения праздника — первое воскресенье апреля — было выбрано потому, что окончание зимы знаменует начало подготовки к летним полевым работам и экспедициям.
Традиционно в это время геологи награждают отличившихся сотрудников, проводят праздничные мероприятия.
Кроме геологов, его считают своим профессиональным праздником:
- буровики
- маркшейдеры
- геофизики
- взрывники
- геоморфологи
- проходчики шахт
- поисковики и добытчики полезных ископаемых
- физические географы
- геомеханики
- палеонтологи

### Где отмечают праздник
День геолога отмечается практически во всех геологических и добывающих организациях бывшего Советского Союза, например:  Беларусь,  Казахстан,  Кыргызстан,  Россия,  Украина,  Армения.